# Семјон Антонов
Семјон Антонов (рус. Семён Сергеевич Антонов; Нижњевартовск, 18. јул 1989) је руски кошаркаш. Игра на позицији крила, а тренутно наступа за московски ЦСКА.

## Успеси

### Клупски
- ЦСКА Москва:
  - Евролига (1): 2018/19.
  - ВТБ јунајтед лига (4): 2016/17, 2017/18, 2018/19, 2020/21.
  - Суперкуп ВТБ јунајтед лиге (1): 2021.

### Репрезентативни
- Европско првенство:  2011.
- Олимпијске игре:  2012.
- Универзијада:  2013.